# Мартин (Кентаки)
Мартин (енгл. Martin) град је у америчкој савезној држави Кентаки.

## Демографија
По попису из 2010. године број становника је 634, што је 1 (0,2%) становника више него 2000. године.
| Група             | 2000.       | 2010.       |
| Белци             | 612 (96,7%) | 621 (97,9%) |
| Афроамериканци    | 0 (0,0%)    | 0 (0,0%)    |
| Азијати           | 7 (1,1%)    | 7 (1,1%)    |
| Хиспаноамериканци | 6 (0,9%)    | 2 (0,3%)    |
| Укупно            | 633         | 634         |